# Санкт-Петербургский кукольный театр сказки
Санкт-Петербургское государственное бюджетное учреждение культуры «Кукольный театр сказки» (СПб ГБУК «Кукольный театр сказки») — театр кукол в Санкт-Петербурге. Был основан 31 декабря 1944 года как Театр сказки, в 1956 году включён в число государственных — получил название Ленинградский государственный кукольный театр сказки, в 1992 году переименован в Санкт-Петербургский государственный кукольный театр сказки. С 1966 года состоит в международном союзе деятелей театра кукол UNIMA.
Театр располагается в трёхэтажном здании культурного назначения современной застройки, построенном в 1974—1986 годах. Архитекторы — Иванов В. В., Кондратьева И. П. и Разина Т. Я. Ранее на месте театра находились Церковь Преображения Господня за Московской заставой (1897—1902, снесена в 1932 году) и Колмовский сад, названный по улице, ограничивающей сквер (ныне улица Глеба Успенского).

## История
В Ленинграде ещё до войны была студия драматического искусства в Доме журналиста (Юсуповский дворец). Вели студию актёры Александринского театра (тогда театра имени Пушкина), в частности народная артистка СССР Е. П. Корчагина-Александровская. В студии драматического искусства Ольга Павловна (Васильевна) Ляндзберг (Воронина), супруга театрального художника А.М. Ляндзберга, познакомилась с Екатериной Павловной Черняк.
Когда началась война, Е. Черняк была эвакуирована, О. Ляндзберг сначала работала в актёрских бригадах Дома офицеров, затем, когда фронт уже не принимал бригады, всю блокаду санитаркой в госпиталях. После прорыва блокады из эвакуации вернулась Е. Черняк и приехавшая с ней актриса Елена Борисовна Гилоди.
«Однажды в конце лета 1944-го мы все трое стояли у меня на балконе, на Васильевском острове, выходившем на Большой проспект. Невозможно было смотреть на людей — тоненькие шеи, совершенно пустые глаза, робкая улыбка. Мы тогда решили, что надо что-то сделать детям… И придумали театр. Он появился потому, что не мог не появиться, был жизненно необходим». Он был необходим и ленинградским ребятам, голодным, измученным, печальным, и, в не меньшей мере, — трём актрисам, по-разному трудно пережившим предыдущие военные годы и вынужденным заново решать свою профессиональную судьбу.
Три драматические актрисы, совершенно незнакомые с техникой кукольного дела, стали ей обучаться. Учились кукол водить, рисовать декорации, шили костюмы и делали бутафорию, сами пьесы писали, чаще всего это были инсценировки известных русских сказок, и сами режиссировали. Отсюда и название — Театр Сказки.
Первый спектакль делали все вместе, кто что умел. «Мы начали строить театр прямо у меня в комнате (по-моему, это был просто каркас без обшивки), нашли полпьесы. Не знаю, почему мы решили сделать именно кукольный театр — ни одна из нас не имела ни малейшего представления об этом искусстве. Я его просто даже слегка недолюбливала. У жены композитора Юрия Шапорина — Любови Васильевны Шапориной мы учились немножко кукловождению. Нам сказали, что она понимает в куклах, и мы обратились к ней. Она показывала куклой, как нужно ходить и как садиться — это всё, чему мы научились. Честно говоря, этого было мало — не только с позиции сегодняшнего дня, но даже в то время».
Никто не учреждал этого театра: просто он был жизненно необходим, потому и появился на свет. Тогда, 31 декабря 1944 года «ни один детский театр в Ленинграде ещё не работал. Причины тому, к сожалению, слишком хорошо известны. Даже сейчас невозможно себе представить театральный зал, который собрал бы малышей, недавно перенесших блокаду… А между тем, как воздух, как хлеб и тёплое жильё, детям нужны были смех, радость и игра».
«Шёл снежок рождественский. Мы везли в чемодане на саночках театр, наш первый спектакль в школу к Тучкову мосту. На ту минуту нас было четверо — Е. Черняк, Е. Гилоди, я, и с нами Александра Александровна Барышева — простая женщина, не умеющая правильно говорить, но преданная делу… Она лучше сама замёрзнет, но куклу завернёт и положит так, чтобы ей было хорошо. Она была рабочим сцены».
Репертуар театра состоял из сказок, инсценированных Е.Черняк, которая в течение полутора десятков лет была почти единственным автором. Драматург считалась с условиями работы «театра на колёсах» — в её пьесах было мало персонажей, они могли быть разыграны в очень несложных декорациях.
В 1946 году передвижной театр был «прикреплён» к Дому пионеров и школьников Фрунзенского района (адрес: Загородный проспект, 58/ Можайская, 1). Театру выделили комнату для репетиций и хранения декораций. Тогда к коллективу присоединились художник Артур Мечиславович Ляндзберг, художник-скульптор — Наталья Николаевна Константиновская и актёр Георгий Натанович Тураев.
В 1948 году энтузиастам для курсирования по области со спектаклями Октябрьская железная дорога выделила специальный вагон. «Этот длинный зелёный вагон можно увидеть на Сиверской и в Вырице, в Луге и Пскове — на многих станциях Ленинградской железной дороги. В этом зелёном домике на колёсах расположился кукольный „Театр сказки“. Он не имеет постоянного зрительного зала, не продаёт билеты на свои спектакли. Начинаются спектакли в то время, когда удобно его юным зрителям, когда они пообедали или вернулись с прогулки. Так колесил театр по летним лагерям во время каникул. Какую бы пьесу ни показывали артисты — „Ведьма и Солнцева сестра“, „Котофей Иванович“, „Снежная королева“, „Петушок, золотой гребешок“, „Василиса Прекрасная“ — всегда зрителей включают в действие. Драматург Е.Черняк и режиссёр Е.Гилоди нашли этот правильный педагогический приём и широко используют его: герои спектакля обращаются к ребятам, предлагают им загадки, советуются с ними по ходу действия. …А ночью зелёный вагон прицепляют к поезду, и театр переезжает на другую станцию».
В 1956 году Театр сказки был включён в число государственных, город выделил театру расселённую квартиру на Владимирском проспекте, 14, где разместился репетиционный зал, бутафорская мастерская, администрация, кабинет режиссёра и «сундучки со спектаклями». Признание театра состоялось благодаря обращениям к городской власти народной артистки СССР Е. П. Корчагиной-Александровской, народных артистов СССР лауреатов Сталинской премии С. В. Образцова и А. А. Брянцева.
В 1960 году главным режиссёром театра стал Александр Николаев, с его появлением в театр пришли выпускники кафедры кукольного искусства ЛГИТМиК, спектакли теперь ставили профессиональные режиссёры - Николаев и з.д.и. РСФСР Юрий Елисеев. К театру пришло первое признание - в 1962 году на фестивале в Москве спектакли "Таня-сорока" и "Сказка о Мите и Маше" получили почётные дипломы.
В 1961 году одарённый актёр Георгий Тураев, приняв на себя руководство театром, пригласил  драматурга и режиссёра Юрия Николаевича Елисеева. Режиссёр, с его склонностью к эксперименту, неординарным решениям спектаклей, широким использованием всего спектра возможностей кукол, создал совсем другой облик театра. В действии появились куклы разных размеров и способов управления, артисты, выйдя из-за ширмы, стали видимы - режиссёр привлекал всё, что позволяло интереснее и полнее раскрыть идею спектакля, создать увлекательное сказочное сценическое полотно. Театр обрёл отличное от остальных театров лицо, собственную творческую манеру.
В 1968 году талантливой актрисе Ольге Ляндзберг, создательнице множества разнообразных сценических образов, одной из основательниц театра, было присвоено звание заслуженной артистки РСФСР.

## Персоналии
Театр сказки с первых дней существования привлекал неординарных людей. "В нашем городе жила и работала прекрасная детская писательница Лидия Анатольевна Будогоская, автор "Повести о рыжей девочке" и тоже популярной в своё время "Повести о фонаре", написанных ещё в тридцатые годы. Лидия Анатольевна была не только замечательной писательницей - она была человеком необыкновенного мужества, кристальной душевной чистоты и какой-то детской доверчивости. Достаточно сказать, что она была единственным из детских писателей, кто в далёком и страшном 37-м не побоялся во всеуслышание заступиться за своего учителя и друга - Самуила Яковлевича Маршака, в то время, как на него обрушился град клеветы и доносов. Лидия Анатольевна работала в Театре сказки, причём очень долго. Нет, она не была ни драматургом, ни актрисой, - она была всего лишь рабочей сцены. Эта хрупкая женщина никогда не боялась тяжёлой работы. Но в этом театре, у которого при жизни Лидии Анатольевны не было своего помещения, она нашла свой дом. Писатель Л.Пантелеев, знавший её с юности, вспоминал: "Сильными руками своими она переносила тяжёлые ящики с куклами, ширмы, осветительные приборы и всё другое, что доставляет столько радости вам и вашим младшим сёстрам и братьям. Зато сколько Лидия Анатольевна повидала за эти годы, в каких только городах и республиках не побывала!" Я помню с какой необыкновенной теплотой Будогоская, уже ушедшая на пенсию вспоминала театр. Вспоминала необыкновенно тёплую и дружескую обстановку в нём, Ольгу Павловну Ляндзберг, с которой сохраняла самые добрые отношения, спектакли, ребят".
В 1970 по приглашению Ю.Н.Елисеева пришла главным художником в Ленинградский кукольный театр сказки Поляко́ва Не́лли Ива́новна засл. деятель искусств РСФСР (1991). Член СТД РФ, ЛОСХ, UNIMA. Ведущий представитель ленинградской театральной школы, выпускница постановочного факультета (класс проф., н.а. СССР Н.П.Акимова, 1959). Благодаря Н.П.Акимову и Н.Н.Ивановой, гл.художнику Ленинградского ТЮЗа, которую Нелли Ивановна называет своим вторым педагогом, пришла работать в театр для детей: Омский ТЮЗ (1959 – 1962), Горьковский ТЮЗ (1962 – 1969). Около 40 спектаклей Нелли Поляковой появились на сцене Театра сказки, в котором она работала по 2001 год. Отчасти её художественный почерк был определён обстоятельствами: театр до 1986 г. не имел здания и постоянной сценической площадки, отсюда принцип - спектакль должен идти на любой сцене, быстро монтироваться, без театрального света, основным выразительным средством является цвет. Данные обстоятельства ярче выразили устремления (пристрастия) художника: переосмысление народной культуры – райка, балагана, ярмарочных представлений, в которых заранее обещан весёлый и благополучный финал. Костюмы и куклы, родственные с Каргапольской, Филимоновской игрушкой («Конёк-Горбунок», 1979, 1993), готической малой пластикой («Карлик Нос», 1992), с сицилийскими марионетками, английскими, немецкими деревянными куклами XVIII в. («Чёрная курица», 1990); динамизм, переодевания, перевоплощения с помощью масок – в её работах живут радость, шутка, лукавство мистификации, сатиричность лубка, отзвук карнавала («Чудесный апельсин» (1984), «Зелёная кровь» (1988), «Дюймовочка» (1991), «Карлик Нос», «Петрушка» (1994), «Пиноккио» (1997). В её решениях много от древнего лицедейства: весёлая нарядная праздничная игра, простота, лаконичность, точность образов («Чудеса в музее» (1980), «Волшебник Изумрудного города» (1987). Н.П.собрала художественно-техническую команду в Театре сказки, как только он получил здание: художника по свету, конструктора по куклам, начальников реквизиторского и монтировочного цехов. Спектакли, созданные Н.П., участвовали в международных фестивалях и гастролях в Шотландии, Польше, Югославии, Финляндии, Испании, Турции, Египте, Иране, Болгарии, Франции, Германии. Н.П. – лауреат Высшей театральной премии СПб «Золотой софит» за сценографию спектакля «Пиноккио». Много лет плодотворно сотрудничала с режиссёрами Ю.Н.Елисеевым и Н.Ю.Боровковым, а также А.А.Белинским, Ю.А.Фридманом, Е.Ю.Гимельфарбом, В.М.Фильштинским, А.Я.Стависским, С.В.Столяровым, В.Г.Миодушевским и др. Всего более 200 спектаклей в России, Болгарии, Югославии, Польше, Литве, Украине, Узбекистане.
"Новоселье оказалось для Театра сказки не столько праздником, сколько экзаменом на художественную состоятельность. Ведь настоящий театр - не простая сумма спектаклей (пусть даже хороших). Тут неотвратимо встаёт проблема творческой индивидуальности коллектива, его творческого лица. Спектакли, собранные под одной крышей, могли вовсе не объединиться в театр и остаться обособленными друг от друга, разобщёнными постановками. Но в коллективе уже давно крепли и развивались свои традиции и художественные пристрастия. В своих экспериментах театр опирается на опыт главного художника Нелли Поляковой, которая умеет в необыкновенной лёгкостью преобразовать неподатливое, зачастую громоздкое пространство кукольного спектакля в идеальную игровую площадку. Лёгкий металлический круг в "Лошарике" становится то цирковой ареной, то скамейкой, то клеткой. Дворец в "Принцессе и Свинопасе" превращается в карету, а карета - в ворота и т.п. Полякова не оформляет спектакль, создавая бесконечные метаморфозы, она создаёт актёрам и куклам крайне подвижную, изменчивую среду обитания. На сцене царит живой дух игры, спектакль творится на глазах у зрителей и театральная "кухня" становится частью зрелища. Вот к картонной ширме приставили колёса, и карета готова, но вот колёса куда-то делись, ширма развернулась, и перед нами - сказочный дворец. Так юный зритель постигает азбуку театральной условности. Театр играет не просто детские кукольные спектакли, он играет именно сказки".

## Спектакли
В 1971 году центральный журнал «Музыкальная жизнь» писал:

Ленинградский театр сказки в последние годы стал одним из интереснейших в стране: постановки его никогда не следуют сложившимся „кукольным“ канонам, и каждая является музыкальным открытием…
— «Музыкальная жизнь», 1971
В «Музыкальную жизнь» театр попал не случайно. Рецензировалась кукольная опера «Ай да Балда!», написанная Борисом Кравченко специально для Театра сказки.

Музыка для детей занимает большое место в творчестве ленинградских композиторов. Последней крупной работой в этой области явилась опера Бориса Кравченко „Ай да Балда!“, написанная по мотивам известной сказки А.Пушкина „О попе и работнике его Балде“. Премьера её состоялась в Ленинградской кукольном театре сказки под руководством Ю.Елисеева с участием певцов Малого театра оперы и балета (музыкальный руководитель В.Матусов, блестяще исполнивший партию Попа). Это первая советская кукольная опера для детей. Художественное и сценическое решение постановки своеобразно: на сцене живые актёры в кукольных масках, в виде „очеловеченных“ глиняных горшков старинного крестьянского обихода: эпизодически появляются куклы (бесенята, зайцы и другие). И всё это дополняют остроумные, ярмарочно-яркие декорации молодой художницы Нелли Поляковой. Спектакль получился подлинно праздничным, увлекательным. Музыка оперы (она записана на магнитофонную ленту) глубоко народна, образна и прекрасно воспринимается детской аудиторией. Отрадно отметить, что особенно удался композитору и интерпретаторам его партитуры главный положительный герой — работник Балда. Внешний облик, походка, маска, костюм, музыкальная характеристика — всё помогает рождению глубоко привлекательного образа, в котором видятся черты некоего фольклорного богатыря, сильного, добродушного в своей силе и всепобеждающего. Спектакль имеет большое воспитательное значение, доставляет подлинную художественную радость.
— «Советская культура», 1972
В газете «Смена» публиковались такие отзывы о спектаклях театра:

У кукольного театра своя философия. Многие человеческие проблемы здесь обретают статус притч. Мир искусства кукол, если он не просто подражателен, легко раскрывает свою поэтическую природу. А сколько удивительных метафор таит в себе объединение живого актёра и куклы! Спектакль, о котором пойдёт речь, „Куда ты, Жеребёнок?“ по пьесе Р.Московой отмечен золотой медалью на Международном фестивале болгарской драматургии в Варне. Поставлен он заслуженным деятелем искусств Эстонской ССР Р.Агуром, художник Л.Рошко, композитор В.Шеповалов. В этом спектакле нет ширмы и необычно для кукольного театра „малолюдно“. Действующих лиц в нём всего пять. Два персонажа кукольных — Жеребёнок и Малыш, ещё двух играют актёры, пятый персонаж — Хор, появившийся в кукольном спектакле будто прямо из античной трагедии, играется сразу тремя актёрами и снабжён масками с печально опущенными прорезями рта. Ещё до начала спектакля мы замечаем, что тумбы в центре сцены, задрапированные зеленоватой тканью, напоминают силуэт корабля, а тёмный задник похож на большой парус. Актёры берут в руки длинные полосы ткани. Та, что пониже, — это дорога, повыше — небо. И начинается бег Жеребёнка. Скупость сценических средств — и принцип и приём одновременно. Весомую силу при этом обретают музыка, слово, звук большого бубна, отбивающего ритм, песни, сопровождающие и объясняющие события. Жеребёнок (Алёна Михайлова) и его друг Малыш (Ирина Ласкари-Магуто) — маленький зазывала в балаганный мир. Они вместе убегут и им предстоят все испытания, которые выпадают на долю добрых сказочных героев. Но всё-таки они примутся догонять свободный табун, и перед нами снова будет дорога и небо над ней. Их враги — Хозяин балагана и Коняга — их играют люди. И что-то здесь вновь навевает мотивы античных трагедий, в которых героев преследуют „надчеловеческие“ силы. Коняга похож на коня, но это сходство мнимое. Он проповедует приспособленчество и с аппетитом пользуется его преимуществами. Но Жеребёнок и Малыш, преодолевшие столько трудностей, уже научились отличать добро от зла, научились стойкости и сочувствию. И тогда Хор снимает маски, в действие вступают человеческие силы. Куклы в буквальном смысле „не даются в руки“ Хозяину балагана и Коняге. Актёры, играющие Хор, перебрасывают их друг другу через сцену. В спектакле это момент веселья, игры, ощущения живых сил, оказавшихся выше балаганного зла. Люди неслучайно появляются только в самом конце. Они — как награда, как исполнение сказочной мечты о справедливости. Люди помогут, защитят и подбодрят, и славный маленький Жеребёнок продолжит свой путь.
— «Смена», 29 января 1982

Очень хочется посоветовать не только детям, но и взрослым, заглянуть в Кукольный театр сказки на спектакль по пьесе М.Гиндина и В.Синакевича „Приключения Дружка“. Артисты здесь не скрыты ширмой, а куклы — вовсе не маленькие игрушки. Вместе они вышли на площадку, и игра человека с куклой стала открытой для зрителей. Взял артист цветную тряпочку, накинул на себя, в руки взял маску — огромную собачью морду с распахнутыми глазами, и, пожалуйста! — перед нами ничейный пёс из подворотни. Драматический режиссёр Вениамин Фильштинский, приглашённый на эту постановку, обнаружил внутренний драматизм, который, кажется, кроется в самой природе кукольного театра. Взаимоотношения артиста и куклы стали подспудным содержанием спектакля. Художник — Нелли Полякова, композиторы — И.Цветков и В.Шеповалов, режиссёр по пластике — К.Чернозёмов. Он открывается музыкальным прологом. Артисты, пока без кукол, появляются один за другим, как бы представляя свою будущую куклу или мечту о ней. И звучит нехитрая песенка о чуде, которое несут в себе детство, театр кукол, артисты. А потом откроется дверца одного из ящиков с надписями Тегеран, Кириши, Ямайка, Луга… А в ящиках дожидаются своего появления куклы. За незамысловатой историей пёсика Дружка кроется другая, не менее интересная: каждый артист в течение спектакля остаётся самим собой, следя за событиями, и в полной мере включается в них, когда превращается в персонажей.
— «Смена», 10 июня 1982

Четыре джентльмена, одинаковых и совершенно разных, приглашают нас посетить восхитительную Бразилию и послушать истории, сочинённые Редьярдом Киплингом. Так начинается спектакль «Из Ливерпульской гавани», не похожий ни на один другой детский спектакль в Ленинграде. Русско-английский язык, изумительно-строгие и парадоксально-клоунские костюмы, весёлая и грустная песенка о далёком плавании. «Одна деталь иронично и неспешно нанизывается на другую. Мы ощущаем вкус и прелесть подобного рассказа, боимся что-нибудь пропустить и сосредоточенно следим за происходящим.- Для какого возраста этот спектакль? — Для человеческого. — А чему он может научить наших детей? — Древнейшему и необходимому в жизни умению сосредоточиваться, бесценному умению сосредоточивать в себе многообразие мира. И это чудо. Ибо современный театр, как правило, боится ребёнка и стыдливо отгораживается от него заводными, искусственно возбуждающими ритмами, мультипликационно мелькающей картинкой. Современный детский театр боится времени, боится паузы. И потому время, беспрерывно понукаемое, несётся вскачь, создавая вокруг агрессивную и напряженную атмосферу. И мало кто понимает, что в детском спектакле отношения со временем особенно важны, что это дело не частное и в конечном счёте впрямую касается судеб нашей будущей культуры, того, что возобладает в ней: агрессивность или свободная доброжелательность. Для детей встреча с этим спектаклем, как разговор с умным собеседником, где сама интонация успокаивает, действует облагораживающее. Впрочем, неторопливостью не исчерпываются отношения со временем. Персонажей и ситуации Киплинга театр помещает в контекст старинного российского представления об Англии и англичанах. Деликатно и любовно создаётся здесь образ Англии, населённой людьми рассеянными и исполненными достоинства, ироничными и романтически преданными мореплаванию, отчаянно напоминающими нам героев Диккенса и Джером-Джерома одновременно. И чудесные превращения творятся в зрительном зале. Ребёнок, встречаясь с этой традиционной Англией, прикасается ко времени — ко времени детства своих родителей и разных прочих предшествующих поколений. И время не пугает, не торопится, но спокойно принимает всех в свои объятия — туда, где жили, живут и будут жить люди. Так для каждого, даже самого маленького зрителя „Ливерпульской гавани“ устанавливается столько необходимая человеку связь с прошлым и связь с будущим. Спектакль „Из Ливерпульской гавани“ прежде всего интеллигентный. С интеллигентностью спектакля связана, вероятно, и свобода, с которой разрушаются здесь шаблоны, привычные штампы кукольного представления. В Театре сказки заявлен и гармонически осуществлён совершенно особый художественный закон. В кукольную атмосферу здесь втянуто всё — и музыка, и пространство, и сами нелепо-очаровательные сказочные куклы-звери, и различные выразительные предметы: зонтики, гигантский саквояж, карманы, из которых можно незаметно вытащить будильник. И даже актёры в своих элегантных, слегка шутовских костюмах с великолепной смелостью несут функцию куклы. Наблюдая мир этого спектакля, мы оказываемся свидетелями удивительных связей живого и неживого, зыбкости границ между ними. Мы видим в человеке-кукловоде не царя, не властелина, не венец творения, но частицу среди других частиц. И это невольное наблюдение способствует рождению в душе высокого принципа уважения к жизни.
„Из Ливерпульской гавани“ — спектакль, созданный талантливыми и умными людьми. Его авторы — режиссёр Игорь Игнатьев, художник — Анна Игнатьева, композитор — Виктор Кисин. Их усилиями, щедрой отдачей актёров появился в Ленинграде спектакль не только оригинальный, но и воспитывающий в зрителе культуру творческого восприятия мира.
— «Смена», 5 октября 1988
Газета «Вечерний Ленинград», 1989:

В то время как взрослые предпочитают объединяться во всевозможные фронты, а статьи в прессе начинают походить на донесения с полей военных действий, Театр сказки пытается возвратить детей к общечеловеческим ценностям. В спектакле „Зелёная кровь“ по фантастической повести Пристли „Сноггл“ (режиссёр — Николай Боровков, художник — Нелли Полякова), кроме броского театрального стиля и хитрых сюжетных переплетений, — нескрываемая тоска по утраченному единству человека с человеком, с природой, космосом. То, что герои постановки, маленькие Робин и Пег, ещё не испорченные болезненной недоброжелательностью и озлобленностью взрослых, манией везде видеть врагов, с лёгкостью находят контакт с иноземными существами, вселяет надежду на возрождение в будущем гуманных устоев жизни. Эту же надежду разделяют создатели спектакля „Дикий“ (по сказке Г.-Х.Андерсена „Гадкий утёнок“). Режиссёр Игорь Игнатьев и художник Анна Игнатьева показывают, сколь жесток и агрессивен мир, в который вступает герой Андерсена. История Карла, через духовные испытания и страдания нашедшего свой путь в жизни, даёт зрителям нравственную опору в их собственных исканиях. Пристальное внимание лидеров театра к духовному состоянию мира взрослых и детей идёт на пользу не только зрителям, но и труппе. И сегодня можно говорить не только об успехе последних спектаклей коллектива, но и об успехе отдельных артистов, привлекших своими работами внимание публики и специалистов. Это прежде всего Эмилия Куликова в роли Робина, Пелагея Семёнова в роли Пег, Сергей Горячёв в роли инспектора Кроупа („Зелёная кровь“), Владимир Чернявский в роли Карла, Валентин Морозов в роли Зайца („Дикий“).
— «Вечерний Ленинград», 1989»
«Экран и сцена», 1990:

На сцене Ленинградского кукольного театра сказки поставлен спектакль „Дикий“ (по пьесе В.Синакевича). Режиссёр И.Игнатьев и художник А.Игнатьева дебютировали здесь киплинговским спектаклем „Из Ливерпульской гавани…“. И теперь, по „Дикому“, можно вполне составить представление о духовном мироощущении, о стилистике и манере Игнатьевых. Их спектакли, где играют рядом куклы и люди, изящны, тонки, интеллигентны, даже хрупки. В этом они очень похожи на своих создателей. В них нет того пугающего азарта наших детских спектаклей, которые изо всех сил стремятся заставить ребёнка немедленно усваивать прописные назидания. В них ценен тихий призыв к духовному соучастию, к открытию красоты мира. „Дикий“ — это печальный спектакль. Да и может ли быть иной история об андерсеновском гадком утёнке, талантливо рассказанная В.Синакевичем в конце прошлого десятилетия? Путь главного героя подростка Карла, этого современного „гадкого утёнка“, — стержень действия. Сталкиваются две стихии: искренность, честность, наивность Карла и самодовольство, грубость, кур, петухов и гусей, странного и столь узнаваемого мира взрослых… По Игнатьевым, дети открывают и творят мир, взрослые же его приспосабливают к себе и нередко разрушают. Но самое главное их наблюдение — и обнадеживающее, и пугающее — состоит в ясном понимании нерасторжимости этих миров. Возможно, от такого понимания — нервность ритмов и пауз, мрачная замкнутость земного пространства, обозначенного чёрным кабинетом сцены. И потому смыслом жизни Карла в возвышенной и романтической трактовке актёра Владимира Чернявского остаётся вечный вольный полёт. Наш детский театр за свою историю знавал разные „пути к сердцу ребёнка“. Вспомним хотя бы тридцатые годы с их концепцией „героического“ ребёнка или шестидесятые — с их особо подчёркнутым разделением „детского“ и „взрослого“ миров. Игнатьевы считают, что миры детей и взрослых должны когда-нибудь стать одинаково прекрасными. В финале гордый Карл, став прекрасным лебедем, уносится не в ясное и безоблачное поднебесье (такого мы навидались), а в грозовое небо сегодняшнего дня.
— «Экран и сцена», 1990
Журнал «Театр», 1992:

Началось петербургское время Игнатьевых спектаклем „Из Ливерпульской гавани“. По трём сказкам Р.Киплинга. Однако соль здесь не в самих по себе историях, а в „старой доброй Англии“. Получается на сцене именно она. Недаром рецензентам спектакля вспомнился Диккенс, хотя он был не современником Киплинга, а дальним его предшественником. Чинно появляются четыре джентльмена в разного вида костюмах для дальних путешествий, в цилиндрах, с зонтиками, в смешных париках из крупно нарезанной плиссированной ткани. Чинность несомненно комична, но при это внушает и несомненную симпатию: воцаряется дух жизни прочной, славной, неторопливой, всякую минуту исполненной значения, — противоположной той, что с беспокойной уязвлённостью мчит, гонит себя, промазывает детали. Сразу же называю Валентина Морозова, поскольку он пока заметно первенствует в этом спектакле, да, пожалуй, и везде, где занят. Казалось бы, ничем специально эта роль не выделена. Но его персонаж радует особенной энергией юмора, живыми и разнообразными оттенками, их постоянством. После уютно неторопливого спектакля „Из Ливерпульской гавани“ появился „Дикий“ по пьесе Владимира Синакевича. А его пьеса есть вольное современное переложение „Гадкого утёнка“ Андерсена. Птичий двор. Разъевшиеся, толстые, бодрые, уверенно безмозглые создания разных пород. И среди них — утёнок-лебедёнок Карл. Всё его задевает, тревожит, заставляет удивляться и расспрашивать. Всему он открыт; стало быть, ничем ни от чего не заслонён. Жалковато-смешное птичье дитя, непропорциональное, с длиннющим носом. А вокруг беспрестанно жуют и орут: да наш ли он? он же чужой, он дикий!.. Пьесу сильно сократили, она и вообще велика для кукольного спектакля. Отказались от Клары, то есть от любовной истории, дававшей герою опору от превратностей судьбы. Нет, опора осталась только одна: неспособность сделать себя кем-либо, кроме того, какой уж ты есть. В финале Карл один. Никакой лебяжьей стаи рядом. Выдохнул: „Я — лебедь“. И взлетел. Сильно, вольно. Кукла здесь, понятно, уже другая. После „Дикого“ слегка передохнули от связанных с ним возвышенных порывов и трудноразрешимых коллизий. Да и отдали долг зрителям-малолеткам. Выбрали пьесу „Лисёнок-плут“ рижского кукольника Валдиса Павловскиса. Прелестный мир этого спектакля. Всем, кто его видел, обязательно вспоминаются картины Анри Руссо, других популярных художников-примитивистов. Пространство наивное и искусное, полнятся счастливой красочностью каждый листик, цветок, ягода. И среди них — зверьки. Милая жизнь лесной сказки много существенней и обаятельней в спектакле, нежели педагогика перевоспитания. Придумана бессловесная Божья коровка. Она добавляет славной, живой и смешной возни. Иногда просто жалеешь, что авторы спектакля ещё пуще не разгулялись с собственными выдумками, чтобы жизнь леса (лесной опушки?) вовсе забила сверхпростенький сюжет своими увлекательными завитками и переливами. За „Лисёнком“ Игнатьевы снова обратились к поэтическому и вовсе печальному. Выбрали горестную притчу японца Дзюндзи Киносита „Журавлиные перья“. Это волшебная сказка, это и повесть о любви двух хороших людей, которая, однако, закончилась худо — вечной разлукой. Потому что она, Цу, — журавлиной породы, возвышенного сложения души, а он, Йохйо, — просто хороший, хлопотливый и ограниченный узким здравомыслием человек. Красивый и печальный спектакль с мерцающими фонариками, с гармонично очерченным пространством экзотической жизни. Эмма Куликова и Валентин Морозов так чутко, сочувственно открывают своих героев, что вся история вполне доходит до зрителя любого возраста. По России нет сейчас другого кукольного театра, где бы так последовательно, профессионально ответственно, с толком и вкусом шли шаг за шагом по пути освоения своей сценической отрасли. Поскольку я давно не ребёнок, меня обычно поражает то, как Игнатьевы толкуют и представляют со сцены любое зло. Кто же, пожив на свете, не узнал, что злые страсти, увы, бывают куда как властны над человеком. Оттого они и могут привлекать как большого, так и меньшого. У Игнатьевых взгляд другой. Они видят зло только как недобро, как тупую, ошибочную неосветлённость души. Когда я думаю о творческих созданиях Игнатьевых, у меня само собой возникает не окончательный вывод, нет, предположение: сценическое искусство может быть по преимуществу родственником литературы — или родственником музыки. Конечно, это очень условное разделение. Не случайно в постановках Игоря Игнатьева музыка никогда не главенствует, ни в прямом, ни в переносном смысле. Разнокачественная, она всякий раз сопровождает, сопутствует, скрепляет переходы, помогает детскому восприятию. Нигде не разливается властной стихией, не берёт на себя обязательство довершить, умчать нас вдаль, не выражаемую вполне словами или продуманными сценическими действиями. То, о чём я сейчас говорил, — свойство индивидуальности, природа таланта. Но и серьёзная художественная проблема. А это моё „Продолжение“ — ещё далеко не конец, не закругление темы. Игнатьевы лишь в середине пути. Стало быть, всех нас, надеюсь, ждут ещё хорошие новости.
— «Театр», 1992
«Петербург домашний», 1997:

„Музыкальная комедия для взрослых и их взрослых детей“ по пьесе Бомарше „Севильский цирюльник“ ещё не ведома широкому зрителю. В июне театр пригласил на просмотр критиков и удостоился шумных оваций. Премьера ещё только впереди. И рассказать о том, что постановка и сценическая редакция пьесы Игоря Игнатьева полны юмора и иронии; что тексты песен удивительно органично заменили известнейшие арии; что музыка Михаила Бебриша (простите, опероманы) вполне достойна великого Россини; что актёры…Первый спектакль „Сказки“ для взрослых состоялся. И это, заметим, не просто смена адресата. Уже сформировав свои традиции, традиции театра исключительного, непохожего ни на один другой, в новом спектакле режиссёр и его единомышленники совмещают их с вековыми традициями театра кукол в целом. Оперный репертуар был родным для кукольных артистов с момента рождения этого искусства вплоть до XX века. Невропасты всегда меняли и сокращали авторский текст, не обращая внимания на неприкосновенность классики. Всегда на своё усмотрение подбирали музыку, обличье кукол и состав героев. И спектакль получался. Традиции возвращаются: получился он и сейчас — грамотный и достойный своего зрителя спектакль. Любое упоминание о нём вызывает в памяти образы, в которых главным становится то причудливый поворот популярного сюжета, выдуманный режиссёром, то искромётные актёрские импровизации, то неуловимый, но обязательный в каждой работе Игнатьева интонационный ритм. В момент сценического действия всё это собрано воедино, и спектакль почти оглушает сознание огромной творческой энергией. Смакование же приходит позже.
— «Петербург домашний», 1997
В 1990-х — 2000-х годах Петербургский театральный журнал писал о театре:

Господа! Есть ли у вас свободное время или нет его, являетесь ли вы с детства поклонниками вечно неожиданного искусства театра кукол или как раз наоборот — ни разу не переживали в нём незабываемых ощущений, есть ли у вас дети, которых необходимо занять не без пользы, или вы предпочитаете развлекаться без них, более того — являетесь ли вы изощрёнными и даже профессиональными завсегдатаями театральных залов или совершенно случайно взяли в руки этот журнал, — как бы ни сложилась ваша судьба до сих пор, Господа, вникните в эти слова: Солнце уже позолотило флюгер на крыше замка, и потому ступайте на спектакль „Синяя Борода“ — вы об этом не пожалеете. Пожалуй, Игнатьев прав, и, действительно, ничто не может сравниться „по занимательности, душещипательности, драматичности и лиричности“ с этой „потрясающей, таинственной, захватывающей“ историей. Во всяком случае, если в сценическом прологе „Синей Бороды“ эти слова звучат обещанием и предвосхищением забавного зрелища, то в финале спектакля сомнений в их справедливости не остаётся ни у кого. Сказка эта, впервые напечатанная Перро в самом конце XVII столетия, послужила сюжетом пьес, опер, балетов, оперетт… Но вряд ли кто решался показывать её детям. Рассказывать — это ещё куда ни шло, но показывать! Согласитесь, какой бы вариант текста не лежал в основе, в каком бы жанре не ставился спектакль — факт остаётся фактом: шесть таинственных убийств имеют место быть. Разыгрывать их перед зрителем или нет — право постановщика но не упомянуть об этом нельзя. Признаться, после спектакля Театра сказки вы так и не поймёте, по какой причине „давным-давно в средневековой Франции“ человек с синей бородой отрубил головы шести своим жёнам. Поручимся, однако, что вы догадаетесь, почему спаслась седьмая жена, оказавшись достойной сестрой Шехеразады. Она осталась жива, потому что была настоящей француженкой! Да-да, каждая сцена спектакля заканчивается гимном в честь главной героини, в котором рассказчики словами автора инсценировки Игоря Игнатьева настаивают на том, что как раз в тот момент, когда любой на месте Мари „расстроился бы, впал в панику, опустил бы руки, наконец“, она достойно выходила из безвыходного положения — именно потому, что была настоящей француженкой.
— «Петербургский театральный журнал», 1995

Предновогодней премьерой театр сказки превзошёл остальных и по грандиозности замысла, и по количеству выразительных средств, новейших достижений театральной техники и приложенных сил. Спектакль („Щелкунчик и Мышиный король“) задуман так, чтобы не просто пересказать зрителям известный сюжет рождественской сказки, но сделать волшебство самостоятельным и осязаемым. Художники решили отказаться от традиционного сопоставления куклы и актёра, дабы отсечь возможность иллюстрации гофмановской истории и сделать значимым сопоставление иных величин.
— Петербургский театральный журнал, 2001

Исключительным для фестиваля спектаклем был „Щелкунчик“ Театра сказки (режиссёр Игорь Игнатьев, художник Анна Игнатьева)- так сегодня не ставят не потому, что не хотят, а потому что не умеют. Справедливо удостоенный Государственной премии, „Щелкунчик“ является примером содержательного спектакля большой формы. Неоправданно редкий на кукольной сцене Гофман звучит объёмно и таинственно. Перемена масштабов, музыкальных интонаций, способов кукловождения делает постановку насыщенной смыслами и превращениями смыслов. В „Щелкунчике“ есть всё: живые актёры, тростевые куклы и куклы-костюмы, „оживающий“ портрет, комическая кукольная опера, теневой театр, мультфильм, пиротехнические эффекты и многое другое. Этот спектакль — театральное пособие по грамотному использованию разных приёмов.
— Петербургский театральный журнал, 2003

## Гастроли, фестивали и награды
1956 — первый выезд театра на гастроли за пределы Ленинграда и области: «Портативные декорации легко укладываются в машину «Победа». Это создаёт большие удобства при переездах. В воскресенье, 15 апреля, Государственный кукольный Театр сказки на сцене Вильнюсской филармонии показал спектакль по пьесе Е.Черняк, сказке В.Гауфа "Карлик Нос", постановка Е.Гилоди. Художник И.Коротков, куклы Н.Константиновской».
1957 — вторые гастроли в Литве со спектаклями «Снежная королева», «Гюль и Тазалан».
1962 — Всесоюзный смотр театров для детей и кукольных театров. "В Москве покажут свои спектакли Ленинградский БТК и Ленинградский кукольный театр сказки, театры кукол Волгограда, Калинина, Перми, Львова, Ташкента, Каунаса, Таллина". На Всесоюзном смотре детских театров коллектив был награждён дипломом и вошёл в число десяти лучших коллективов страны.
1968 — 31 января основательнице, актрисе театра - О.П.Ляндзберг присвоено звание заслуженной артистки РСФСР.
1971 — Ленинградский кукольный театр сказки приехал на гастроли в Москву, привёз три спектакля в постановке главного режиссёра - заслуженного деятеля искусств РСФСР Ю.Елисеева: «Царевна-лягушка» Н.Гернет , «Алёнушка и солдат» В.Лифшица и И.Кичановой, «Любопытный волшебник» В.Лопухина и В.Новацкого (по сказкам К.Чапека). Гастроли прошли на сцене  Драматического театра им. К.С.Станиславского. «Большим успехом пользуются спектакли "Алёнушка и солдат" и "Любопытный волшебник". Для них найдено яркое зрительное решение художником Н.Поляковой. Оформление подкупает своей, казалось бы, незамысловатостью, почти детской наивностью, изобретательной красочностью и тонким чувством юмора».
1971 — «За большие творческие достижения в создании спектаклей по новым пьесам советских авторов, способствующих эстетическому воспитанию детей, приказом министра культуры СССР Е.А.Фурцевой премированы коллективы ГЦТК - за создание спектакля "Солдат и ведьма" Е.Сперанского, Ленинградского театра кукол сказки - за создание спектакля "Алёнушка и солдат" В.Лифшица».
1972 — «Может быть, никто из театральных деятелей так не осведомлён о делах своих коллег и не проявляет к ним такой интерес, как кукольники. Вот не подружись Кукольный театр сказки с театром из Белграда, и мы, может быть, могли бы с ним и не повстречаться. Югославский спектакль "Весёлое сердце" прошёл на сцене Дворце культуры имени Первой пятилетки. Куклы пляшут танцы разных народов Югославии – македонский, черногорский, хорватский и др. Музыка и танец чередуются с проекцией картин народных художников – природа народного искусства, взятая в разнообразных его проявлениях. В Белградском театре перед нами постоянно не только искусные куклы, но и те, кто оживляет их. Актёры водят кукол на наших глазах, и вага – особое устройство, к которому сходятся все нити марионетки – оказалась тоже особенным участником спектакля, удивительным инструментом, на котором ловко и артистично играют белградские кукольники».
1972 — участие в XII фестивале детских театров, в городе Шибенике (Югославия). «Ленинградцы - первые советские кукольники, выступившие на этом празднике искусств. "У нас установились прочные творческие связи с коллективом белградского детского театра «Мало позориште»" - заявил в интервью главный режиссёр театра заслуженный деятель искусств РСФСР Ю.Н.Елисеев. Помимо спектаклей, большой интерес представлял организованный в Шибенике симпозиум по проблемам развития кукольного театра. Состоялся оживлённый обмен мнениями, в котором участвовали артисты Советского Союза, Болгарии, Румынии, Венгрии и Югославии». Также театр побывал на гастролях в Белграде и Сараеве со спектаклями «Царевна-лягушка» и «Любопытный волшебник».
1973 — «Багдад, 24 апреля. Спектаклем "Царевна-лягушка" начались гастроли Ленинградского кукольного театра сказки – артисты впервые познакомили иракцев с искусством советских кукольников. Кроме Багдада артисты выступят в крупнейшем городе Ирака – Басре. Второй спектакль – "Алёнушка и солдат"». «За полтора месяца коллектив выступил в Ираке, Кувейте, Турции и Иране. В этих странах нет профессиональных кукольных театров, в городах впервые давали детские кукольные спектакли». Спектакли «Царевна-лягушка» и «Алёнушка и солдат» были переведены на четыре языка и шли с синхронным переводом.
1974 — гастроли в Таллинском Доме офицеров флота. «Спектакли "Любопытный волшебник", "Алёнушка и солдат", "Тигрёнок Петрик", "Солдат и ведьма" ("Огниво"). Все спектакли в постановке Ю.Елисеева и Н.Поляковой».
1974 — Всесоюзный смотр работы театров с молодёжью. «Дипломом I степени награждён ГЦТК, дипломом II степени – Ленинградский государственный кукольный театр сказки и вильнюсский театр "Леле" (Литовская ССР)».
1975 — «Сегодня, 17 января, во Дворце работников искусств им. К.С.Станиславского (Дом Актёра) соберутся любители театрального искусства на творческий вечер Государственного Кукольного театра сказки. 30 лет существования театра. Широкое признание зрителей получили спектакли "Царевна-лягушка", "Алёнушка и солдат", "Тигрёнок Петрик", "Любопытный волшебник" и др. (всё это постановки Ю.Елисеева). В репертуаре русские сказки, сказки народов мира, произведения советских драматургов. Труппа пополнилась выпускниками Института театра, музыки и кинематографии. Художественный руководитель театра – Ю.Елисеев».
1975 — гастрольная поездка в Африку: полтора месяца в городах Арабской республики Египет, Судан, Сомали, 43 спектакля. Артисты повезли польскую сказку «Тигрёнок Петрик» и свой единственный спектакль для взрослых – «Карусель», в жанре скоморошьих «потешек». «Работа ленинградских артистов в странах Африки не ограничивалась показом спектаклей. Артисты привезли с собой передвижную выставку "Искусство и дети Ленинграда", которая демонстрировалась перед началом спектаклей. Состоялись многочисленные встречи с театральной общественностью, с редакциями журналов, с отделами детского вещания на телевидении. На одно из представлений пришёл директор Национального фольклорного театра – выпускник ЛГИТМиК. Приходили за кулисы агрономы, врачи, инженеры, получившие образование в нашей стране, расспрашивали о Ленинграде».
1979 — спектаклем «Конёк-Горбунок» по сказке П.Ершова «начал гастроли в болгарском городе Стара Загора Ленинградский кукольный театр сказки. Коллектив покажет также спектакли "Лошарик" Г.Сапгира и "Корабль с зелёной бородой" югославского писателя И.Джуровича. После гастролей в Болгарии эти же спектакли театр повёз по городам Югославии».
2024 — Почётный диплом Законодательного Собрания Санкт-Петербурга (18 декабря 2024 года) — за значительный вклад в развитие культуры и театрального искусства в Санкт-Петербурге, а также в связи с 80-летием со дня создания.

## Руководство
Ниже перечислены главные режиссёры (художественные руководители) театра:
- 1944—1960 — заслуженная артистка РСФСР Елена Борисовна Гилоди.
- 1960—1965 — Александр Степанович Николаев.
- 1966—1968 — заслуженный деятель искусств Узбекской ССР Владимир Сергеевич Иогельсен[39].
- 1968—1980 — заслуженный деятель искусств РСФСР Юрий Николаевич Елисеев.
- 1987—2019 — заслуженный деятель искусств РФ Игорь Всеволодович Игнатьев.
- 2019—2020 — заслуженный работник культуры РФ  Вячеслав Вадимович Борисов
- 2020—н. в. — Светлана Леонтьевна Дорожко[1].